# Arnold Jacobshagen
Arnold Jacobshagen (* 30. Dezember 1965 in Marburg) ist ein deutscher Musikwissenschaftler. Er lehrt seit 2006 an der Musikhochschule Köln.

## Werdegang
Arnold Jacobshagen, Sohn von Gisela Jacobshagen, geborene Muth, und des Geologen und Lehrstuhlinhabers Volker Jacobshagen, sowie Enkel des Anatomieprofessors Eduard Jacobshagen, absolvierte ein Studium der Musikwissenschaft, Geschichte und Philosophie in Berlin (bei Jürgen Maehder), Wien und Paris sowie Kultur- und Medienmanagement an der Hochschule für Musik „Hanns Eisler“ Berlin. 1996 wurde er an der Freien Universität promoviert. Anschließend wirkte er als Musikdramaturg am Staatstheater Mainz. Er war dann Stipendiat am Deutschen Historischen Institut in Rom und am Deutschen Studienzentrum Venedig. Von 1997 bis 2006 wirkte er als Wissenschaftlicher Mitarbeiter am Forschungsinstitut für Musiktheater an der Universität Bayreuth. 2003 erfolgte die Habilitation an der Universität Bayreuth (Sieghart Döhring). Seit 2006 bekleidet er eine Professur für Historische Musikwissenschaft an der Hochschule für Musik Köln. 2015 wurde er in die Academia Europaea gewählt.
Jacobshagen ist Vorsitzer des Joseph Haydn-Instituts, Köln, Vorstandsmitglied des Meyerbeer-Instituts und der Arbeitsgemeinschaft für rheinische Musikgeschichte. Er verfasste zahlreiche Bücher zur Musikgeschichte, zur Oper und zum Musikleben der Gegenwart oder gab sie in Zusammenarbeit mit anderen heraus.

## Schriften
- Der Chor in der französischen Oper des späten Ancien Régime (= Perspektiven der Opernforschung. Band 5). Lang, Frankfurt/Bern/New York 1997.
- Strukturwandel der Orchesterlandschaft. Die Kulturorchester im wiedervereinigten Deutschland. Dohr, Köln 2000.
- Opera semiseria. Gattungskonvergenz und Kulturtransfer im Musiktheater (= Archiv für Musikwissenschaft. Beiheft 57). Steiner, Stuttgart 2005.
- Händel im Pantheon. Der Komponist und seine Inszenierung (= Edition pp. Band 3). Studioverlag, Sinzig 2009.
- Gioachino Rossini und seine Zeit. Laaber-Verlag, Laaber 2015, ISBN 978-3-89007-770-3.
- Maria Callas. Kunst und Mythos. Reclam, Ditzingen 2023, ISBN 978-3-15-011451-3.